# ماتیاس رانگی
ماتیاس رانگی (سوئدی: Mathias Ranégie؛ زادهٔ ۱۴ ژوئن ۱۹۸۴) یک بازیکن فوتبال اهل سوئد است.

## باشگاهی
وی در تیم‌هایی همچون گوتبورگ، مالمو، اودینزه، واتفورد و میلوال سابقه بازی دارد.

## تیم ملی
رانگی همچنین در تیم ملی فوتبال سوئد سابقه ۱۵ بازی و ۱ گل ملی دارد.